# Leptonereis laevis
Leptonereis laevis är en ringmaskart som beskrevs av Johan Gustaf Hjalmar Kinberg 1866. Leptonereis laevis ingår i släktet Leptonereis och familjen Nereididae. Inga underarter finns listade i Catalogue of Life.